# Tej

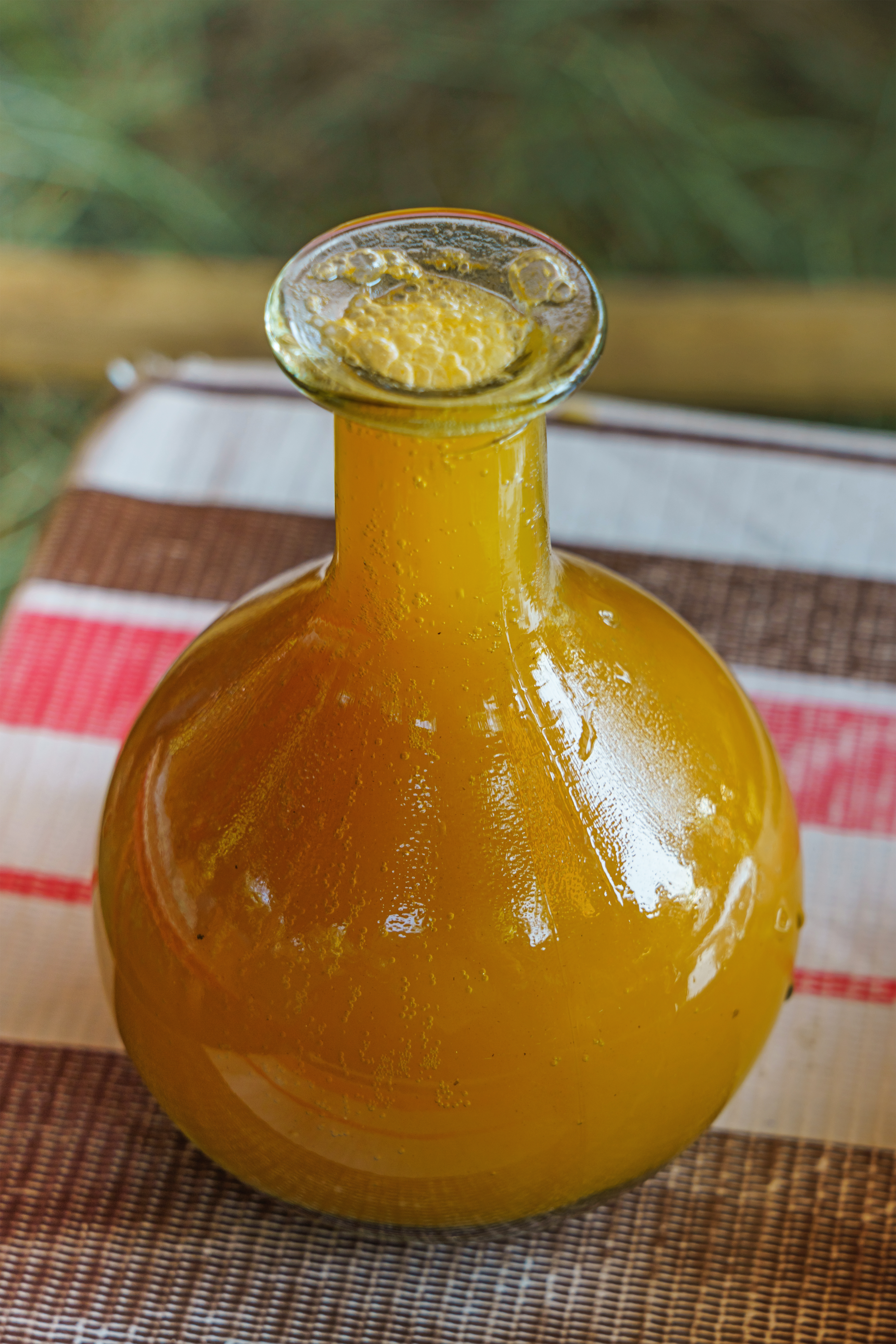
Un vaso berele conteniendo tej sin filtrar.

El tej (amhárico: ጠጅ) es un hidromiel producido y consumido en Etiopía. Se condimenta con hojas y ramitas molidas de gesho (Rhamnus prinoides), un agente saborizante parecido al lúpulo que es una especie de espino.
También se elabora una versión más dulce y con menos alcohol llamada berz, envejecida menos tiempo. La vasija tradicional para tomar tej es un recipiente con forma de jarrón redondo llamado berele, que parece un balón de destilación. El tej tiene un sabor falsamente dulce que enmascara su alto contenido alcohólico, que cambia mucho según la duración  de la fermentación.
El tej suele hacerse artesanalmente, pero por toda Etiopía se encuentra en tej bets (literalmente ‘casas de tej’).